# Коньковська сільська рада
| Коньковська сільська рада — орган місцевого самоврядування у Тельманівському районі Донецької області з адміністративним центром у c. Конькове. Сільській раді були підпорядковані населені пункти: - c. Конькове - с. Іванівка - с. Білокриничне - с. Олександрівське - с. Самсонове |

## Склад ради
Рада складалася з 16 депутатів та голови.

## Історія
Донецька обласна рада рішенням від 18 червня 2009 року внесла до адміністративно-територіального устрою області такі зміни: у Бойківському районі уточнила назву Коньківської сільради на Коньковську.